# Ges
|  | Aquest article tracta sobre un riu de la conca del Ter. Vegeu-ne altres significats a «Ges (desambiguació)». |

El Ges és un riu català que neix a la Serra de Santa Magdalena, comarca d'Osona; travessa la Serra de Bellmunt i penetra a la Plana de Vic pel Forat Micó. A Sant Pere de Torelló recull les aigües del seu afluent, el riu Fornès, que neix als vessants occidentals de la Serra dels Llancers, a la Garrotxa. A Torelló, vessa les seves aigües al riu Ter.

## Camí vora Ges

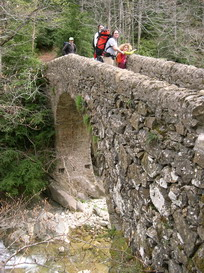
Pont de Salgueda

El camí vora Ges o PR C-47 és un itinerari que segueix el curs del riu Ges, enllaçant les poblacions de Torelló i Vidrà, i passant per llocs tan emblemàtics com la Fontsanta o el Forat Micó. També ens passeja per llocs tan evocadors com la Tosca de Degollats, a sota del turó del mateix nom i a prop del coll de Hi Era de Massa, o el Gorg dels Carlins i per llocs amb uns encants sense discussió com el Salt del Molí i el Pont del Molí o els diferents boscos per on passa el recorregut. La distància aproximadament és de 18,10 km i 3 hores 50 minuts .

## Fauna i flora

### Fauna
A la vora del riu Ges hi viuen mamífers com el porc senglar, la guineu o el teixó, i a les parts més altes podem trobar-hi el gat mesquer o la fagina. Amfibis com el tòtil, el gripau, el gripauet, la salamandra, l'almesquera i rèptils com la serp d'aigua, el vidriol, l'escurçó pirinenc o la serp verda entre d'altres. Hi ha també cranc comú de riu i espècies invasores com el cranc de riu americà i la tortuga americana. Les aus que hi viuen són molt diverses; des de bernats pescaires, martinets blancs, blauets, mallerengues, oriols, caderneres, ànecs colls verds, pit roigs,xivitones,corriols petits,merles, picots verds… i peixos com la truita o el barb.

### Flora
A les parts més altes del riu hi ha roures, faigs i avellaners i a les parts mitjanes baixes pollancres, oms, tells, falsos plàtans, bedolls, i arbustos com el boix, l'heura, l'esbarzer o l'arç blanc.

## Poblacions
Ciuret
Vidrà
Sant Pere de Torelló
Sant Vicenç de Torelló
Torelló